# Nine in the Afternoon
Singles de Panic! at the Disco
Build God, Then We'll Talk
(2007) Mad as Rabbits
(2008)
Nine in the Afternoon est une chanson de Panic! at the Disco sortie aux États-Unis le 29 janvier 2008 en tant que premier single du deuxième album studio du groupe, Pretty. Odd., sur les labels de Fueled by Ramen et Decaydance.

## Écriture
Nine in the Afternoon est le premier morceau écrit pour l'album. Tous les membres du groupe participent à l'écriture de la chanson, qui veut porter un regard positif sur le passé. Ryan Ross précise : « Nous voulions une chanson que les gens puissent accrocher à la première écoute... C'est l'une de ces chansons spontanées qui s'arrangent en quelques heures. C'est simplement une chanson amusante ; elle n'a pas à être prise au sérieux ». Le groupe joue la chanson à l'été 2007 durant plusieurs concerts.
L'écriture de la chanson incite Panic! at the Disco à écrire des nouveaux morceaux pour son nouvel album, plus joyeux. Lorsque le groupe commence l'enregistrement de Pretty. Odd., en octobre 2007, Nine in the Afternoon est le premier titre enregistré.
Du point de vue musical, le morceau constitue un virage pour le groupe qui s'éloigne de l'emo pop de l'album A Fever You Can't Sweat Out pour s'approcher d'une pop et d'un rock plus classique proche des Beatles des années 1960,.

## Clip vidéo
Le clip de Nine in the Afternoon est tourné dans un studio de Los Angeles. Il est réalisé par Shane Drake (en), qui a déjà réalisé la vidéo de I Write Sins Not Tragedies pour le groupe.
Avant la diffusion du clip, des sources précisent que la mise en scène comprend « une série d'événements bizarres mais fondamentale reconnaissables avec les membres du groupe », comprenant différentes périodes, tenues et coiffures. Elle inclut également une parade d'une quarantaine de figurants menée par les membres du groupe portant de fausses moustaches et des costumes décrits comme à la croisée de Sgt. Pepper et de la pêche sur glace avec l'inscription Pretty Od (le titre de l'album n'est encore pas connu). Outre Sgt. Pepper, le clip s'inspire également des vidéos de Help! et I Am the Walrus, en référence aux nouvelles sonorités du groupe.
L'année de sa sortie, le clip est nommé pour la meilleure vidéo pop aux MTV Video Music Awards.

## Sortie et accueil
Nine in the Afternoon fait partie des morceaux les plus diffusés en radio aux États-Unis, atteignant le top 10 des chansons alternatives et le top 20 des chansons pop pour adultes.

## Classements et certifications

### Classement hebdomadaire
| Classement (2008)              | Meilleure position |
| ------------------------------ | ------------------ |
| Australie (ARIA)               | 19                 |
| Canada (Hot 100)               | 48                 |
| Irlande (IRMA)                 | 39                 |
| Japon (Hot 100)                | 10                 |
| Nouvelle-Zélande (RMNZ)        | 28                 |
| États-Unis (Hot 100)           | 7                  |
| États-Unis (Adult Pop Songs)   | 20                 |
| États-Unis (Alternative Songs) | 8                  |
| Royaume-Uni (UK Singles Chart) | 13                 |

### Certifications
| Région                                                                                                 | Certification | Ventes/Streams |
| --- | ------------- | -------------- |
| Australie (ARIA)                                                                                       | Or            | 35 000^        |
| Canada (Music Canada)                                                                                  | Or            | 40 000^        |
| États-Unis (RIAA)                                                                                      | 2 × Platine   | 2 000 000*     |
| Royaume-Uni (BPI)                                                                                      | Argent        | 200 000*       |
| *Ventes selon la certification ^Mise en rayon selon la certification xNon précisé par la certification |               |                |